# 紀元前211年
紀元前211年（きげんぜん211ねん）

## 他の紀年法
- 干支 : 庚寅
- 日本
  - 皇紀450年
  - 孝元天皇4年
- 中国 : 秦 - 始皇36年
- 朝鮮 :
- ベトナム :
- 仏滅紀元 : 334年
- ユダヤ暦 :

## できごと

### 西洋
- ローマがハンニバルの同盟者を報復し、シラクサとカプアを攻め落とす

### 中国
- 秦の東郡に隕石が落ち、何者かが石の上に「始皇死而地分。(始皇帝が亡くなり天下が分断される)」と刻んだ。始皇帝は御史を派遣して周辺住民は厳しく取り調べられたが犯人は判らず、付近の住人を皆殺しにし、隕石を焼いた。
- 秦は3万戸を河北の楡中一帯に移転させ、爵一級を与えた。

## 死去
- グナエウス・コルネリウス・スキピオ・カルウス、ポエニ戦争時の共和政ローマの軍人。
- プブリウス・コルネリウス・スキピオ、ポエニ戦争時の共和政ローマの軍人。グナエウス・コルネリウス・スキピオ・カルウスの弟。